# NTT
Nippon Telegraph and Telephone Corporation (en japonés: 日本電信電話株式会社 Nippon Denshin Denwa Kabushiki-gaisha?), también conocida como NTT, es una empresa de telecomunicaciones líder en el mercado de Japón, siendo una de las diez más grandes de dicho país. Compañía estatal hasta su privatización en 1985. En 2024, fue considerada como la compañía pública número 71 en el ranking de Forbes Global 2000.
Actualmente ofrece 100mbps simétricos (100Mbps bajada/100Mbps subida) por al cambio unos 22 euros.
Esta corporación cuenta con las siguientes empresas:
- AutoWeb Communication Inc
- HKNet
- Nippon Telegraph & Telephone East
- Nippon Telegraph & Telephone West
- NTT Communications Corp (NTT Com)
- Dimension Data
- NTT Communicationware Corp
- NTT Comware Corp
- NTT Data Corp.
- NTT DoCoMo Inc
- NTT Facilities Inc
- NTT Finance Japan Co Ltd
- NTT Leasing Co Ltd
- NTT Worldwide Telecommunications Corp
- Verio Inc
- NTT America, Inc.
- NTT Europe Ltd

## Posición competitiva

### Patentes
En 2023, el Informe Anual del PCT de la Organización Mundial de la Propiedad Intelectual (OMPI) clasificó a NTT como el décimo lugar mundial en número de solicitudes de patentes realizadas en el marco del Sistema del PCT, con 1,760 solicitudes de patentes publicadas durante 2023.